# Сидерокапса (град)
Вижте пояснителната страница за други значения на Сидерокапса.
Сидерокапса, Сидрекапсъ или Изворската крепост (на гръцки: Σιδηροκαύσια, Κάστρο Ισβόρου) е изчезнало село и миньорски град в днешна Гърция, част от днешния дем Аристотел, област Централна Македония, достигнал своя разцвет през XVI век.

## География
Градчето Сидерокапса е било разположено е в полите на планината Пиявица (на гръцки Стратонико Орос) в историко-географска и етнографска област Сидерокапса (Мадемохория). Останките от него са все още видими днес на склона на Пиявица, на север от Стагира (Казанджи махала). На един километър на югоизток от Сидерокапса се намира село Извор (Стратоники).

## История
Селото е засвидетелствано в IX век, когато монах на име Йоанис Коловос се заселва в района, заедно със свои последователи. При османския султан Мурад II се развиват едноименните сребърни мини, благодарение на което Сидерокапса се развива като рударско селище. Освен среброто, добивано от жили с дебелина колкото човешка ръка, в планината Сидерокапса има и златни находища.
Регистрирано е като село в османски данъчен регистър от 1445 година. Към 1478 година прераства в град (нефс-и Сидерокабси). Заедно със съседните села Извор и Пиявица е част от султански хас, чийто жители се занимават с добив на сребро и злато. Градчето е обитавано от християни, мюсюлмани и юдеи, както следва:
| Мюсюлмански махали:                |                                     |                                      |                                      |                          |
| Джами и Шерифе                     |                                     |                                      |                                      | 28 ханета, 6 неженени    |
| Ювеиш Челеби                       |                                     |                                      |                                      | 31 ханета, 19 неженени   |
| Хюсам Халифе Джедид                |                                     |                                      |                                      | 32 ханета, 24 неженени   |
| Хюсеин Челеби                      |                                     |                                      |                                      | 17 ханета, 1 неженен     |
| Куруджизаде нам-и дигер Йени Тарла |                                     |                                      |                                      | 14 ханета, 12 неженени   |
| Изет Хадже                         |                                     |                                      |                                      | 14 ханета                |
| Общо мюсюлмани                     | 20 ханета и 1 неженен               | 62 ханета и 12 неженени              | 50 ханета и 32 неженени              | 136 ханета и 73 неженени |
| Християнски махали:                |                                     |                                      |                                      |                          |
| Протопапас                         | 55 ханета, 2 неженени и 5 вдовици   |                                      | 100 ханета, 18 неженени и 8 вдовици  | 109 ханета, 46 неженени  |
| Поп Ивлад                          | 80 ханета, 2 неженени и 7 вдовици   |                                      | 161 ханета, 26 неженени и 13 вдовици | 154 ханета, 73 неженени  |
| Поп Ян                             | 72 ханета, 3 неженени и 7 вдовици   |                                      | 73 ханета, 16 неженени и 6 вдовици   | 98 ханета, 27 неженени   |
| Яни Йерсана                        | 10 ханета                           |                                      |                                      |                          |
| Папа Яни                           | 12 ханета, 1 вдовица                |                                      |                                      |                          |
| Истамад Ислав                      | 14 ханета                           |                                      |                                      |                          |
| Тодор Васил                        | 11 ханета, 1 вдовица                |                                      |                                      |                          |
| Яни Кирко                          | 70 ханета, 2 неженени и 5 вдовици   |                                      |                                      |                          |
| Росотова                           | 11 ханета, 2 вдовици                |                                      |                                      |                          |
| Яни Марковик                       | 14 ханета                           |                                      |                                      |                          |
| Общо християни                     | 349 ханета, 9 неженени и 28 вдовици | 305 ханета, 31 неженени и 37 вдовици | 334 ханета, 60 неженени и 27 вдовици | 361 ханета, 146 неженени |
| Юдеи                               |                                     |                                      |                                      | 40 ханета, 19 неженени   |

Илияс Коловос смята, че високият брой на неженени мъже през ХVІ век в рударските селища Сидерокапса, Извор и Пиявица е свързан с необходимостта от неквалифицирана работна ръка за сребърните и златни мини и предполага, че става дума за мигранти от други места. Коловос предполага, че в района са заселвани и квалифицирани миньори от района на Кратово.
Френският пътешественик и ботаник Пиер Белон, който посещава Сидерокапса през 40-те години на ХVІ век, пише, че живеещите край мините на Сидерокапса са принудително заселени и говорят различни езици - "славонски (esclavon), български, гръцки албански". Работниците са предимно българи. Селяните от околните села са християни, говорещи сръбски и гръцки.
През XVI век в Сидрекапсъ функционира монетарница, определяна като една от най-активните османски монетарници на Балканите. Между 926 и 1012 година по Хиджра (1519-1587 г.) в монетния двор са сечени златни султани (алтъни) и сребърни акчета и дирхами. Срещат се и хибридни акчета с два реверса. При тях от едната страна е изписана монетарницата Сидрекапсъ, а от другата - Кратова или Новаберда.

## Описание
От византийското и османско селище са запазени специфичната единична Сидирокапсенска кула на хълм северозападно от Казанджи махала, конакът и Мадемаговата кула срещу Аристотеловата горичка. Смята се, че тази група сгради е построена по време на първия османски разцвет на селището, тоест през XV или в самото начало на XVI век. Освен кулите са запазени хамам от източната страна на хълма, втори хамам северно от селото и основи на минаре. Има и разпръснати стени, както на хълма Агиос Димитриос, така и на планинския склон. В миналото между къщите на селото ясно личали останките и на други кули.